# Апнеры
Апне́ры (чув. Упнер) — деревня в Вурнарском районе Чувашской Республики. Входит в состав Апнерского сельского поселения.

## География
Находится в центральной части Чувашии у северо-западной окраины районного центра поселка Вурнары у истока речки Апнерка.

## История
Впервые упоминается в 1748 году во второй переписи населения: «итого в деревне по речке Апнер 311 душ». Известна с 1782 года, когда в ней проживало 105 человек. В 1795 году учтено 33 двора, 180 жителей, в 1858 — 428 жителей, в 1897—597, в 1906 — 131 двор, 690 жителей, в 1926 — 167 дворов, 807 жителей, в 1939 − 980 жителей, в 1979 — 906. В 2002 году было 259 дворов, в 2010 — 210 домохозяйств. В 1931 году был образован колхоз «Апнер», в 2010 действовал ОАО «Вурнарский мясокомбинат».

## Население
Постоянное население составляло 617 человек (чуваши 94 %) в 2002 году, 551 в 2010.